# Isla de Castilho
Isla de Castilho (en portugués: Ilha de Castilho o Ilha do Castilho) es una isla brasileña localizada en el Estado de São Paulo. Se sitúa en la frontera con el Estado de Paraná, en frente de la Isla de Cardoso (Ilha do Cardoso), entre las ciudades de Cananeia y Pontal do Paraná, y entre la Isla de la Figueira y la Isla de Bom Abrigo.